# Maxillaria monantha
Maxillaria monantha är en orkidéart som beskrevs av João Barbosa Rodrigues. Maxillaria monantha ingår i släktet Maxillaria och familjen orkidéer. Inga underarter finns listade i Catalogue of Life.